# Antonio Ferrarese
Antonio Ferrarese (Mirano, 29 dicembre 1888 – Treviso, 27 settembre 1959) è stato un politico italiano.

## Biografia
Laureato in giurisprudenza, avvocato. Già esponente del Partito Popolare Italiano, divenne Deputato del Regno d'Italia, in carica dal 1921 al 1924.
Aderì poi alla Democrazia Cristiana. Fu il primo sindaco di Treviso eletto del secondo dopoguerra, restando in carica dal 18 aprile 1946 al 1º marzo 1948. Membro dell'Assemblea Costituente, venne poi eletto deputato nella I legislatura repubblicana, restando in carica dal 1948 al 1953
Morì il 27 settembre 1959 all'età di 70 anni.